# Muhammad Asif
Muhammad Asif (Faisalabad, 17 de marzo de 1982) es un jugador de snooker pakistaní.

## Biografía
Nació en la ciudad pakistaní de Faisalabad en 1982. Es jugador profesional de snooker desde 2022. No se ha proclamado campeón de ningún torneo de ranking, y su mayor logro hasta la fecha fue alcanzar los treintaidosavos de final del Abierto de Inglaterra de 2022, en los cayó derrotado (2-4) ante Barry Hawkins. Tampoco ha logrado hilar ninguna tacada máxima, y la más alta de su carrera está en 134.